# اتحاد شخصی

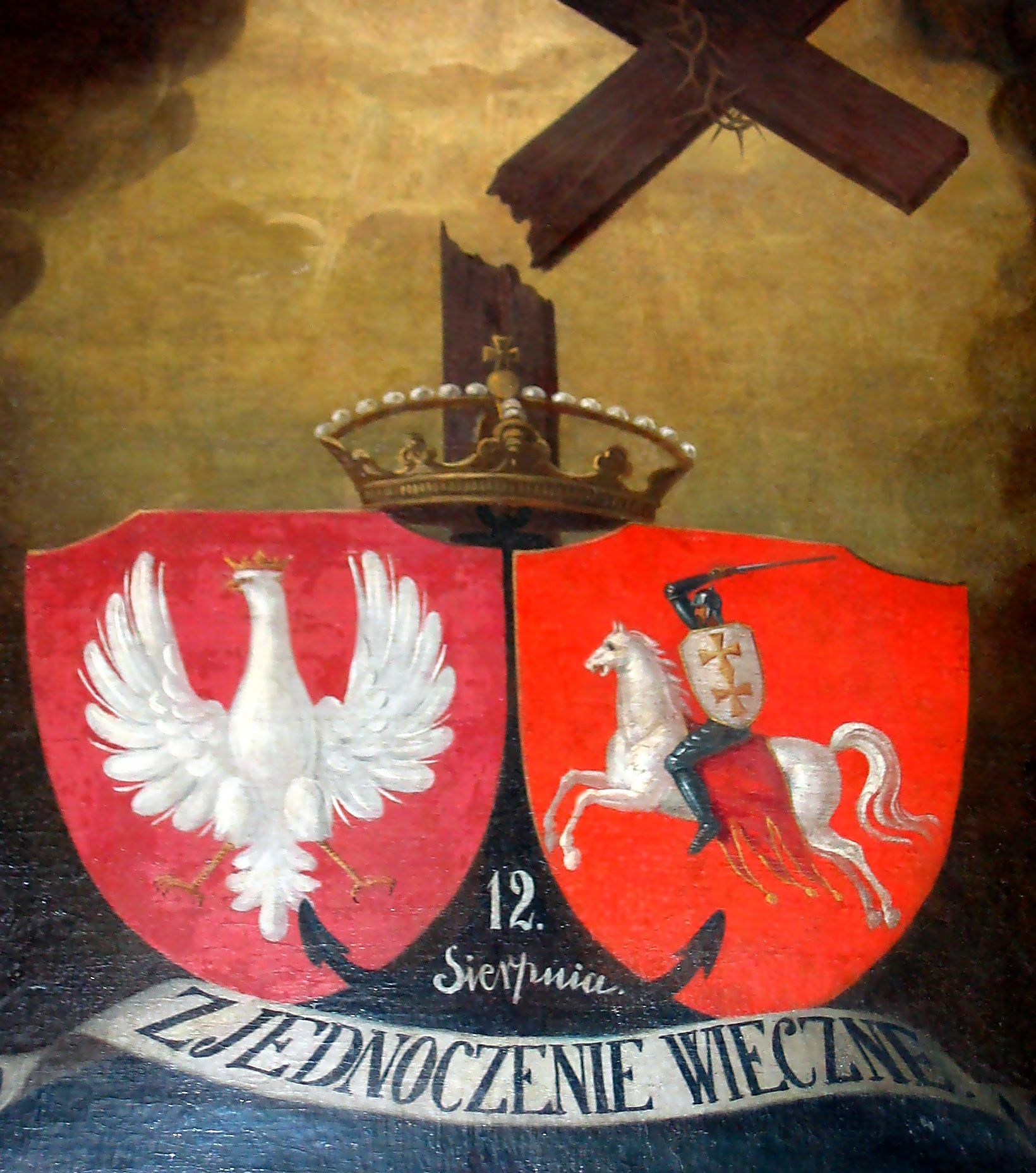
نشان سلطنتی پادشاهی لهستان و دوک نشین بزرگ لیتوانی که از سال ۱۵۶۹ تا ۱۷۹۵ در اتحاد شخصی قرار داشتند.

اتحاد شخصی (انگلیسی: Personal union)، ترکیبی از دو یا چند حکومت (کشور) است که دارای پادشاه یا فرمانروای مشترکی هستند در حالی که مرزها، قوانین و منافعشان از یکدیگر متمایز است. در مقابل، در حالت اتحاد حقیقی کشورهای دخیل تا حدودی از جمله در اشتراک برخی ارگان‌های حکومتی به یکدیگر مرتبط هستند. در فدراسیون یا حکومت متمرکز نیز خودمختاری دولت دو کشور را از یکدیگر جدا می‌سازد اما همچنان یک دولت مرکزی واحد در راس امور قرار دارد.
لزومی بر موروثی بودن اتحاد شخصی وجود ندارد.
ایجاد یک اتحاد شخصی می‌تواند دلایل مختلفی داشته باشد. برای مثال در صورتی که همسر یک پادشاه، تبدیل به ملکه حاکم کشور دیگری بشود، فرزند او پادشاهی هر دو کشور را به ارث می‌برد یا اگر پادشاه حاکم بر یک کشور سلطنت کشور دیگری را به ارث ببرد، تشکیل یک اتحاد شخصی می‌کند.
اتحاد شخصی همچنین می‌تواند مدون (مانند اشاره واضح قانون اساسی کشورها برداشتن پادشاهی مشترک) یا غیر مدون باشد. در شکل دوم اتحاد به راحتی می‌تواند از هم بپاشد (مثلاً به سبب مرگ پادشاه اتحادی که دو کشور عضو آن دارای قوانین جانشینی مختلفی هستند).
از آنجایی که روُسای جمهور به‌طور معمول از بین شهروندان همان کشور انتخاب می‌شوند، مفهوم اتحاد شخصی تاکنون و تقریباً هرگز از یک پادشاهی به یک جمهوری منتقل نشده‌است. با این حال در یک نمونهٔ نادر رئیس‌جمهور فرانسه، به شکل مشترک با اسقف ناحیه اورژل اسپانیا، شاهزاده آندورا به حساب می‌آید تا فرانسه کم و بیش در گونه ای از اتحاد شخصی با سلطنت کشور همسایه، آندورا (به صورت غیر موروثی) قرار داشته باشد.

## ایتالیا
اتحاد شخصی با پادشاهی آلبانی (۱۹۴۳–۱۹۳۹)

## اتریش
- اتحاد شخصی با سرزمین‌های پادشاهی بوهم (۱۲۷۶–۱۲۶۰، ۱۳۰۷–۱۳۰۶، ۱۴۳۹–۱۴۳۸، ۱۴۵۷–۱۴۵۳ و ۱۹۱۸–۱۵۲۶)
- اتحاد شخصی با سرزمین‌های پادشاهی مجارستان (۱۴۳۹–۱۴۳۷، ۱۴۵۷–۱۴۴۴، و ۱۹۱۸–۱۵۲۶)
- اتحاد شخصی با امپراتوری اسپانیا (۱۵۲۱–۱۵۱۹)
- اتحاد شخصی با سرزمین‌های هلند اتریش (۱۷۹۵–۱۷۱۴)
- اتحاد شخصی با پادشاهی ناپل (۱۷۳۵–۱۷۱۴)، پادشاهی ساردنی (۱۷۲۰–۱۷۱۴)، پادشاهی سیسیل (۱۷۳۵–۱۷۲۰)، دوک‌نشین پارما (۱۷۴۸–۱۷۳۵)، دوک‌نشین ونیز(۱۸۰۵–۱۷۹۷) و پادشاهی لومباردی-ونیز (۱۸۵۹–۱۸۱۴)
- اتحاد شخصی با پادشاهی اسلاوونیا (۱۸۶۸–۱۶۹۹)، پادشاهی صربستان (۱۷۳۹–۱۷۱۸)، پادشاهی گالیسیا و لودومریا (۱۹۱۸–۱۷۷۲)، دوک‌نشین بوکُوینا (۱۹۱۸–۱۷۷۴)، گالیسیای غربی (۱۸۰۹–۱۷۹۵)، پادشاهی دالماسی (۱۸۰۵–۱۷۹۷ و ۱۹۱۸–۱۸۱۴) و بوسنی و هرزگوین (۱۹۱۸–۱۸۷۸/۱۹۰۸)

## براندنبورگ
- اتحاد شخصی با شاهزاده‌نشین آنسباخ (۱۴۴۰–۱۴۱۵ و ۱۴۸۶–۱۴۷۰)
- اتحاد شخصی با دوک‌نشین پروس (۱۷۰۱–۱۶۱۸)

## پرتغال
- اتحاد شخصی با پادشاهی برزیل (۱۸۲۲–۱۸۱۵)

## مجارستان
- اتحاد شخصی با پادشاهی کرواسی (۱۹۱۸–۱۱۰۲)
- اتحاد شخصی با پادشاهی بوهم (۱۳۰۵–۱۳۰۱)
- اتحاد شخصی با پادشاهی لهستان (۱۳۰۵–۱۳۰۱، ۱۳۸۲–۱۳۷۰ و ۱۴۴۴–۱۴۴۰)
- اتحاد شخصی با امپراتوری اتریش (۱۸۶۷_۱۹۱۸)

## چین
- اتحاد شخصی با پادشاهی کره‌ای گوریو، (۱۳۱۳–۱۳۰۸)

## دانمارک
- اتحاد شخصی با نروژ (۹۹۵–۹۸۶، ۱۰۱۴–۱۰۰۰، ۱۰۳۵–۱۰۲۸، ۱۰۴۷–۱۰۴۲، ۱۵۲۳–۱۳۹۷ (اتحاد کالمار)، ۱۸۱۴–۱۵۲۴ (دانمارک-نروژ)
- اتحاد شخصی با انگلستان (۱۰۱۴–۱۰۱۳، ۱۰۳۵–۱۰۱۸ و ۱۰۴۲–۱۰۴۰)
- اتحاد شخصی با سوئد (۱۵۲۳–۱۳۹۷) (اتحاد کالمار)
- اتحاد شخصی با دوک‌نشین شلسویگ (۱۳۶۴–۱۰۸۶، ۱۸۶۴–۱۴۶۰) و دوک‌نشین هولشتاین (۱۸۶۴–۱۴۶۰)
- اتحاد شخصی با دوک‌نشین ساکس-لونبورگ (۱۸۶۴–۱۸۱۴)
- اتحاد شخصی با ایسلند (۱۹۴۴–۱۹۱۸)

## انگلستان
- اتحاد شخصی با دانمارک (۱۰۱۴–۱۰۱۳، ۱۰۳۵–۱۰۱۸ (امپراتوری دریای شمال) و ۱۰۴۲–۱۰۴۰)
- اتحاد شخصی با دوک‌نشین نورماندی (۱۰۸۷–۱۰۶۶، ۱۱۴۴–۱۱۰۶ و ۱۲۰۴/۱۲۵۹–۱۱۵۴)
- اتحاد شخصی با کنت‌نشین آنژو (۱۲۰۴–۱۱۵۴)
- اتحاد شخصی با بیشتر سرزمین‌های فرانسه (۱۲۱۴–۱۱۵۴) (امپراتوری آنژوین)
- اتحاد شخصی با دوک‌نشین آکیتن (۱۴۵۳–۱۱۵۴)
- اتحاد شخصی با ایرلند (۱۷۰۷–۱۱۷۱)
- اتحاد شخصی با پادشاهی اسکاتلند (۱۷۰۷–۱۶۰۳)
- اتحاد شخصی با جمهوری هلند (۱۷۰۲–۱۶۸۹)

## بریتانیای کبیر
- اتحاد شخصی با پادشاهی ایرلند (۱۸۰۱–۱۷۰۷)
- اتحاد شخصی با شاهزاده‌نشین هانوفر (۱۸۰۱–۱۷۱۴)

## پادشاهی متحد (بریتانیا)
- اتحاد شخصی با شاهزاده‌نشین هانوفر (۱۸۰۶–۱۸۰۱)
- اتحاد شخصی با پادشاهی هانوفر (۱۸۳۷–۱۸۱۴)

## فرانسه
- اتحاد شخصی با پادشاهی ناپولی (۱۵۰۴–۱۵۰۱)
- اتحاد شخصی با دوک‌نشین میلان (۱۵۰۰–۱۴۹۹، ۱۵۱۲–۱۵۰۰، ۱۵۲۱–۱۵۱۵ و ۱۵۲۵–۱۵۲۴)
- اتحاد شخصی با مشترک‌المنافع لهستان–لیتوانی (۱۵۷۵–۱۵۷۴)
- اتحاد شخصی با پادشاهی نافار (۱۳۲۸–۱۲۸۴ و ۱۶۲۰–۱۵۸۹)

## لهستان
- اتحاد شخصی با دوک‌نشین بزرگ لیتوانی (۱۴۰۱–۱۳۸۶، ۱۴۹۲–۱۴۴۷ و ۱۵۶۹–۱۵۰۱)
- اتحاد شخصی با امپراتوری سوئد (۱۵۹۹–۱۵۹۲)

## زاکسن
- اتحاد شخصی با مشترک‌المنافع لهستان–لیتوانی (۱۷۰۶–۱۶۹۷، ۱۷۳۳–۱۷۰۹ و ۱۷۶۳–۱۷۳۴)

## روسیه
- اتحاد شخصی با لهستان (۱۸۳۱–۱۸۱۵)

## اسپانیا
- اتحاد شخصی با پادشاهی پرتغال (۱۶۴۰–۱۵۸۰)